# Noricum
Noricum var et keltisk kongerige beliggende i det nuværende Østrig. Senere var det under navnet Provincia Noricum en provins i romerriget. Provinsen Noricum havde mod syd grænse til Italien, mod øst til Pannonien og mod vest Raetia.

## Tidligste udvikling
Den oprindelige befolkning, som levede i dette område under hallstattkulturen, assimileredes fra omkring 450 f.Kr. med folk, der tilvandrede fra de keltiske kerneområder i Sydvesttyskland og Østfrankrig. Omkring 200 f.Kr. slog tredive keltisk/illyriske stammer sig under ledelse af norikerne sammen i et kongerige. Dermed er Regnum Noricum den første politiske statsdannelse i det nuværende østrigske område.

## Selvstændighedstiden
Befolkningstallet forøgedes hurtigt som følge af forbedrede byggemetoder og teknologiske fremskridt (f.eks. plovskær af jern). Manglen på jord blev så stor, at 12.000 af de keltiske folk drog mod Adriaterhavet i Italien i 186 f.Kr. Romerne forhindrede grundlæggelse af en by i Friuli, men det lykkedes ikke at forhindre bosættelser i podalen og langs kysten i Veneto.
Fem år senere grundlagde romerne Aquileia på grundlag af en militærkoloni. Byen skulle få stor betydning for alpetransithandlen. Lokket af de gode handelsmuligheder og guldrigdomme knyttede romerne venskabelige bånd med Noricums keltere. Dermed fik romerne også adgang til de store jernforekomster i Noricum.
Omkring 170 f.Kr. indgik romerne og kelterne en egentlig handelsaftale, og som følge heraf udviklede der sig gode handelsforbindelser, og Roms indflydelse tog til. Centrum for kongeriget Noricum var sandsynligvis Virunum (nær det nuværende Klagenfurt), idet man her har fundet en førromersk indskrift, der nævner de i dag kendte otte noriske stammer. I det 2. århundrede f.Kr. opstod flere befæstede byer (oppida). På denne tid prægede man også mønter efter græsk forbillede. I 1. århundrede f.Kr. nåede Noricum sin største udstrækning mod øst og nord. Det økonomiske grundlag var jern, minedrift, industri, landbrugsproduktion og handel.

## Romertiden
I 15 f.Kr. erobrede kejser Augustus Noricum uden modstand fra norikerne, og området blev dermed en del af romerriget. Først beholdt det en indskrænket autonomi, men under kejser Claudius blev det til en ligestillet romersk provins.
Som provins omfattede området det nuværende Kärnten, Salzburg, Oberösterreich, Niederösterreich og Steiermark, samt Sydøstoberbayern med Chimgau. Ydermere hørte østlige dele af Tyrol til området. Tilstødende områder var mod vest Raetia, mod øst Pannonien og mod sydvest Italien. Mod nord gik det oprindelige keltiske kongerige over Donau, men for den romerske provins udgjorde Donau nordgrænsen (Limes).
Under kejser Diocletian blev provinsen delt i Noricum ripense og Noricum mediterraneum.
Fra omkring det 4. århundrede e.Kr. begynder frankerne at bosætte sig i området, og efterhånden som romerriget kollapsede overtog frankerne forvaltningen af området og provinsen Noricum bliver en del af Frankerriget samtidig med at epoken bliver tidlig middelalder.